# Philipp Ludwig von Seidel

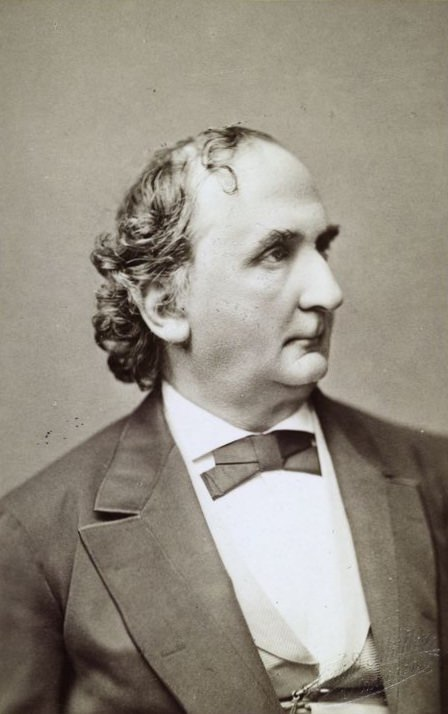
Portret Philippa Ludwiga von Seidla

Philipp Ludwig von Seidel (ur. 24 października 1821 w Zweibrücken,
zm. 13 sierpnia 1896 w Monachium) – niemiecki naukowiec: matematyk, fizyk i astronom.
Pracował na Uniwersytecie Ludwika i Maksymiliana w Monachium, gdzie jego uczniem był, między innymi, Max Planck.
Od jego nazwiska pochodzi nazwa algorytmu rozwiązywania układów równań liniowych: metody Gaussa-Seidla.